# Slag bij Shire

Shire ligt in het noorden

De Slag bij Shire was een veldslag van 29 februari tot 2 maart 1936 tussen de Italianen en de Ethiopiërs in de provincie Shire op het noordelijk front van de Tweede Italiaans-Ethiopische Oorlog.

## Voorafgaande
Maarschalk Pietro Badoglio was met zijn leger van 70.000 man op weg naar de Ethiopische hoofdstad Addis Abeba. In de Eerste Slag bij Tembien, de Slag bij Amba Aradam en de Tweede Slag bij Tembien had hij drie van de vier Ethiopische legers verslagen. Nu richtte hij zich op het overgebleven leger van Ras Imru Haile Selassie.

## Opmars
Op 29 februari stuurde Badoglio het 2e en 4e legerkorps vooruit. Het 2e korps rukte op naar Axum 50 km ten zuiden van de vermoedelijke stelling van Ras Imru. Het 4e korps trok tegelijk vanaf de grens met Eritrea naar de linkerflank van Ras Imru. Het terrein was ruw en de wegen slecht. Ras Imru wist weinig over de slagen ten westen van hem, want lopers deden er elf dagen over om langs Gondar berichten over te brengen. Toch trok hij zijn leger van 23.500 man terug. Het 2e korps werd plots aangevallen op de weg. Ze moesten zich verdedigen in carrés tot zware artillerie en de Regia Aeronautica hulp boden. De Italianen namen dan verdedigende stellingen in. Op 2 maart zette het 2e korps zich opnieuw in beweging, maar het werd dezelfde dag gestuit door de achterhoede van Ras Imru. Toen de artillerie en de luchtmacht de volgende ochtend klaar waren, bleken de Ethiopiërs vertrokken. Ras Imru trok zijn leger vrijwel ongeschonden terug.

## Bombardementen
Op 3 en 4 maart dropte de Regia Aeronautica 80 ton explosieven en brandbommen op het leger van Ras Imru dat de rivier Tekezé overstak. Na de oversteek werden ze nog bestookt met mosterdgas en beschoten vanuit vliegtuigen. Toen het 2e korps enkele dagen later de Tekezé overstak zagen ze duizenden rottende lijken.

## Nasleep
Nu het vierde en laatste leger uitgeschakeld was, kon Badoglio eindelijk oprukken naar Addis Abeba. Enkel het leger van keizer Haile Selassie lag nog tussen hem en de hoofdstad.
De Italianen telden 1000 doden en gewonden en de Ethiopiërs 4000.
Badoglio zei:
"De keizer heeft drie keuzes: aanvallen en verslagen worden, wachten op onze aanval en winnen hoe dan ook, of zich terugtrekken, wat een ramp betekent voor een leger zonder vervoer en voorraden.”
Badoglio legde wegen aan, bracht voorraden naar vooruitgeschoven stellingen en bouwde forten om zijn aanvoerlijnen te beschermen. Hij bewapende en betaalde Oromo om te patrouilleren in het veroverde gebied. Ras Imru ontsnapte met 10.000 man, maar velen deserteerden en toen hij Debre Marqos bereikte, had hij nog maar 300 man. De Slag bij Maychew was al gestreden voordat hij keizer Haile Selassie terugzag. Badoglio zond gemotoriseerde infanterie vooruit om Gondar, Debarq, Soqota en Sardo in te nemen.

## Gondar
Op 1 april nam een gemotoriseerde colonne van enkele honderd vrachtwagens met 4000 zwarthemden onder de fascistische generaal-majoor Achille Starace L'uomo pantera met zijn Colonna Celere dell'Africa Orientale de hoofdstad Gondar van de provincie Begemder in. Op 3 april bereikten ze het Tana-meer, waarmee het grensgebied met Soedan beveiligd was. Starace had 100 km afgelegd in drie dagen. Er gingen geruchten, dat Ras Imru met 40.000 man bij Ifag lag en Ras Kassa met 8000 man bij Debre Tabor. Met Britse hulp zouden die Gondar kunnen heroveren.

## Debre Tabor
Op 24 april namen twee bataljons van Starace Debre Tabor in zonder weerstand, hoewel Ras Kassa en Dejazmach Ayalew Birru er volgens geruchten zouden geweest zijn. Ras Kassa bevond zich kilometers ver weg en Dejazmach Ayalew Birru was al vertrokken toen de Italianen aankwamen